# 複式火山

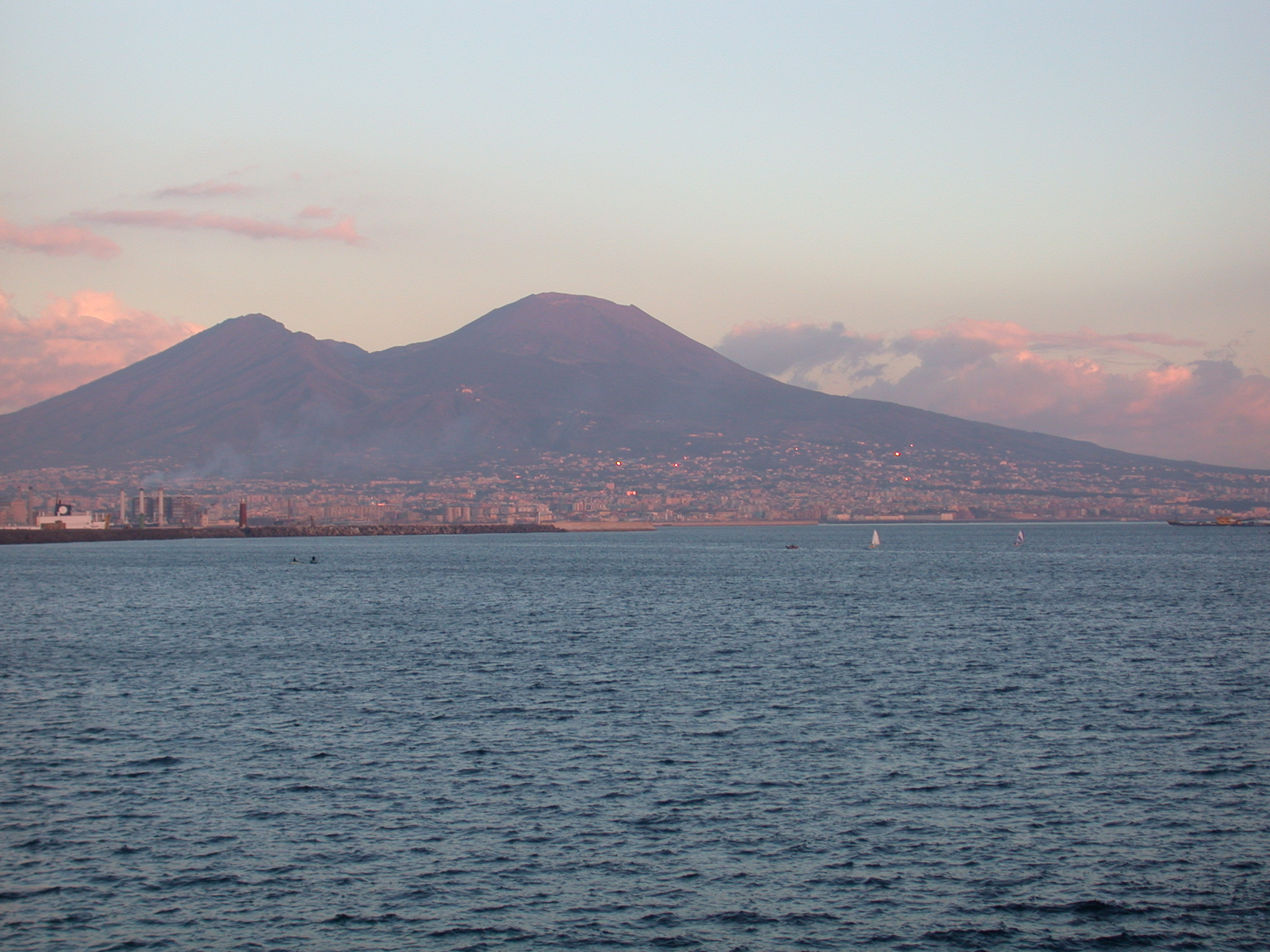
位於義大利那不勒斯的維蘇威火山是個複式火山

複式火山（英語：Stratovolcano），又稱為成層火山、層狀火山，是一個錐形火山，是由多層的硬化的熔岩、火山噴發碎屑、浮岩和火山灰堆積形成的。與盾狀火山不同，複式火山的特點是陡峭的輪廓、週期性爆炸式火山喷发和溢流式喷发，已經崩潰的火山口被稱為破火山口。成層火山流出的熔岩黏稠度較高，通常在蔓延不遠就冷卻硬化。形成的熔岩的岩漿多爲是長英質，具有高至中等水平二氧化矽（如流紋岩、英安岩或安山岩），還有少量低粘稠的鎂鐵質火成岩。能蔓延到遠處的長英質熔岩流通常並不常見，僅有少數能蔓延到遠处达15（9.3英里）。
複式火山有時被稱為複合火山，因為它們具有複合層狀結構，是由噴發物質連續噴出而形成的。 與不太常見的類型是盾狀火山相比，它們是最常見的火山類型之一。兩個著名的複式火山是在1883年災難性噴發的喀拉喀托火山和在79年災難性噴發的維蘇威火山，著名的龐貝城和赫库兰尼姆古城在公元79年被其破壞，這兩個爆發奪去了數千人的生命。近代以來，美國華盛頓州的聖海倫斯火山和菲律賓的皮納圖博火山曾發生災難性噴發，但死亡人數較少。
太陽系其他天體上複式火山的存在尚未得到最終證明。 一個可能的例外是火星上存在一些孤立的山块，例如仄费里亚丘(Zephyria Tholus)。
因其優美對稱的外型，多成為觀光勝地。許多著名的火山都屬此類，例如：日本的富士山、台灣的大屯火山群和觀音山、菲律賓的馬榮火山、義大利的維蘇威火山、斯特龍博利島火山等。

## 形成

俯衝帶和相關複式火山的橫斷面

複式火山常見於俯衝帶，沿著板塊構造邊界形成鍊和簇，其中海洋地殼位於大陸地殼之下（大陸弧火山作用，例如喀斯喀特山脉、安第斯山脈、坎帕尼亞火山弧）或另一個海洋板塊之下（島弧火山作用，例如日本、菲律賓、阿留申群島）。當水合礦物和上洋殼多孔玄武岩中的水被釋放到下沉的海洋板塊上方軟流圈的地幔岩石中時，形成複式火山的岩漿就會上升。 當板塊下降到更深的深度時，水從水合礦物中釋放出來的水被稱為“脫水”，每種礦物在特定的壓力和溫度下都會發生水的釋放。 從岩石中釋放出來的水降低了上覆地函岩石的熔點，然後地函岩石發生部分熔化，上升（由於其密度相對於周圍地函岩石較輕），並暫時聚集在岩石圈底部。然後岩漿穿過地殼上升，融入富含二氧化矽的地殼岩石，形成最終的中性岩。 當岩漿接近頂部表面時，它會聚集在成層火山下方地殼內的岩浆房中。

## 參阅
- 火山渣錐
- 造山運動